# Þorir Ásvaldsson
Þorir Ásvaldsson (Thorir, n. 810), más conocido por su apodo Öxna-Þórir (Thorir el Buey, idioma noruego: Øxna-Tore), fue un vikingo de Vest-Agdir, Noruega. Su apodo se refiere a la gran riqueza en cabezas de ganado que poseía, 240 cabezas repartidas entre tres islas y que un tercio lo regaló a Haakon el Bueno. Era hermano de Naddóður Ásvaldsson, colonizador de las islas Feroe y directo ancestro de Erik el Rojo. Es un personaje que aparece citado en diversas sagas nórdicas: saga de Laxdœla, Harðar saga ok Holmverja, saga Vápnfirðinga, Hallfreðar þáttr vandræðaskálds, saga Grœnlendinga, Þorsteins saga hvíta, saga de Njál, Landnámabók entre otras.

## Descendencia
Las sagas le imputan tres hijos:
- Raudulv Öxna-Þórisson (n. 840)
- Ásvaldr Öxna-Þórisson.
- Úlfr Öxna-Þórisson (n. 850), padre de Ásvaldr Úlfsson, abuelo de Thorvald Asvaldsson, quien a su vez sería padre de Erik el Rojo.

### Rollo de Normandía
Existe la teoría que Öxna-Þórir es el padre de Hrolf Ganger (Rollo de Normandía), argumentado en la saga de Laxdœla (cap. 32), aunque existen fuertes discrepancias entre las fuentes normandas y las sagas islandesas, pues estas últimas sustentan generalmente la paternidad de Rollo a favor de Rognvald el Sabio.

## Sør-Trøndelag
En las crónicas contemporáneas aparece otro caudillo con el mismo nombre, Øxna-Tore (c. 775) en Sør-Trøndelag; este Øxna-Tore fue el padre de Ufeig lavskjegg Toreson (c. 800) y este a su vez padre de Kråke reidar Ufeigson (c. 830). Kråke reidar fue padre de tres hijos:
- Hord (n. 850), llamado Hord de Hordabolstad, que acompañó a Aud la Sabia en su viaje de colonización a Islandia. Hord era padre de Erling (n. 890), Asbjørn auðga (apodado el Rico, padre de Jarnskegge) y Reidar (n. 915).
- Ketil (n. 852)
- Ulvljot (n. 854)